# Ken Henry
Ken Henry (n. 7 ianuarie 1929, Chicago, Illinois, SUA – d. 1 martie 2009, Lake Bluff⁠(d), Illinois, SUA) a fost un patinator de viteză ce a reprezentat Statele Unite ale Americii, medaliat olimpic. A participat la 3 ediții ale Jocurilor Olimpice (1948, 1952, 1956) în care a câștigat o medalie de aur.